# Puzznic
Puzznic (яп. パズニック Pazunikku) — компьютерная игра-головоломка в жанре «три в ряд» разработанная и изданная компанией Taito в 1989 году на аркадных игровых автоматах. Позже игра была портирована на Nintendo Entertainment System, Game Boy, PC Engine, Sharp X68000, Commodore Amiga, Atari ST, Amstrad CPC, Commodore 64, MS-DOS и ZX Spectrum с 1990 по 1991 годы. Портирование было выполнено компанией Ocean Software. В 2003 компанией Altron была выпущена версия для PlayStation. Японская версия для игровых автоматов содержала взрослый контент: в конце уровня открывалась часть картинки с девушкой без одежды.
Игра заняла 34 место в рейтинге лучших игр за все времена по версии Amiga Power.

## Игровой процесс
Блоки можно двигать вправо и влево. Если под блоком не окажется другого блока или стены — то блок упадет вниз. Если соединить два и более блоков рядом — они исчезнут. Задача игрока — убрать все блоки с игрового поля.
На более старших уровнях появляется лифт, бывает горизонтальным и вертикальным. Может перевозить любое количество блоков.
Блоки, которые невозможно сдвинуть — заблокированы стеной, чтобы они исчезли — к ним нужно придвинуть блок такого же цвета.

## Оценки
| Иноязычные издания | Иноязычные издания |
| Издание            | Оценка             |
| ------------------ | ------------------ |
| The One            | 88 %               |